# Château de Loughor
Le château de Loughor (Loughor Castle en anglais, Castell Casllwchwr en gallois) est un château fort médiéval, aujourd'hui en ruines, situé à Loughor, dans le sud du pays de Galles, à une dizaine de kilomètres à l'ouest de la ville de Swansea.
Cette forteresse a été fondée vers 1106 par le seigneur anglo-normand Henri de Beaumont dans le contexte de l'invasion normande du pays de Galles. Bâtie sur le site de l'ancien fort romain de Leucarum (en), elle domine un gué stratégique permettant de traverser l'estuaire de la Loughor.
L'ensemble défensif originel est réalisé en matériaux périssables, comme il est courant pour l'implantation de nouvelles forteresses ; l'essentiel des systèmes de défense du château est alors en terre et en bois. La place subit plusieurs attaques galloises aux XIIe et XIIIe siècles. Il passe dans la famille de Briouze en 1203 et connaît plusieurs améliorations de ses défenses, avec la construction d'une enceinte et d'une tour en pierre au XIIIe siècle. Son importance militaire diminue à la fin du Moyen Âge et il tombe en ruines avant le XIXe siècle. Il est géré au début du XXIe siècle par l'organisation de protection du patrimoine gallois Cadw.

## Histoire

### Origines romaines de l'implantation militaire
Dans l'Antiquité, le site est occupé par une garnison romaine installée après la conquête de la Grande-Bretagne. L'armée romaine édifie dans la région une série de forts, ou de castra, dans le sud-ouest du pays de Galles dont fait partie Leucarum (en). Le lieu semble baptisé d'après le nom celtique de la rivière Loughor (Llwchwr en gallois) coulant au pied de l'éperon,. Leucarum offre par sa position légèrement surélevée au bord de l'estuaire un bon point de vue sur les alentours, ce qui le rend utile lors des opérations navales dans le canal de Bristol. Il se trouve également à proximité d'un gué sur la Loughor, praticable à marée haute,.
Ce fort est construit vers 75 ap. J.-C. et reste occupé jusqu'au milieu du IIe siècle. Après une période d'abandon, les Romains l'investissent à nouveau entre la fin du IIIe siècle et le début du IVe siècle. Il est ensuite abandonné par les armées romaines.

### Réoccupation sous les comtes de Warwick (XIe–XIIesiècle)

#### Le développement d'un maillage défensif régional
Après la conquête normande de l'Angleterre, en 1066, les Anglo-Normands mènent rapidement des incursions vers les Galles du Sud. Ce processus d'invasion normande du pays de Galles, moins direct et rapide que la conquête de l'Angleterre, est ponctué par la construction de châteaux au fur et à mesure de l'avancée anglaise. Les verrous territoriaux et structures castrales installées le sont couramment fondés sur le site d'anciens forts romains, comme à Cardiff, Pevensey et Portchester,,. La réutilisation de ces anciens sites, dont certains vestiges sont peut-être encore visibles à l'air libre, permet aux constructeurs s'épargnent une bonne partie du travail nécessaire à l'édification des fortifications en terre en réoccupant les talus et fossés préservés par l'érosion ou le comblement.

#### La fondation du château
Le château de Loughor est fondé peu après 1106, date à laquelle le roi Henri Ier accorde la propriété et la gestion de la péninsule de Gower au comte de Warwick, Henri de Beaumont,. La région subit une importante colonisation de peuplement anglo-normande et fait partie des marches galloises, un type de territoire dans lequel les seigneurs bénéficient d'une grande autonomie vis-à-vis du pouvoir central, relativement éloigné. Le château de Loughor est situé à un emplacement stratégique sur la route principale qui traverse le Gower à partir du château de Swansea (en), base d'opérations d'Henri de Beaumont dans les marches. Loughor est également un important port côtier.
La première moitié du XIIe siècle est une période de forte instabilité et de conflits armés dans le Gower, qui voit se dérouler de fréquents combats entre les Anglo-Normands et les Gallois. Le château de Loughor est attaqué et incendié vers le milieu du siècle, probablement lors de la grande révolte galloise qui ravage la région en 1151,. Il est reconstruit en pierre une fois la paix conclue entre le roi d'Angleterre Henri II et le prince de Deheubarth Rhys ap Gruffydd, mais cette paix vole en éclats à la mort du premier, en 1189.

### Sous les seigneurs de Briouze (XIIIe–XIVesiècle)

#### Réattribution de la seigneurie
La couronne d'Angleterre récupère probablement le château de Loughor à la fin du XIIe siècle, en paiement des dettes des comtes de Warwick. En 1203, le roi Jean sans Terre le confie à son allié Guillaume III de Briouze, un puissant baron des marches galloises dont l'une des filles a épousé un fils de Rhys ap Gruffydd. Les deux hommes se brouillent en 1208 et le roi tente de confisquer les terres de Guillaume dans la région, dont le château de Loughor. Guillaume s'allie alors au prince gallois Llywelyn le Grand et la guerre éclate. 

#### Sous domination galloise
Bien que Guillaume meure en 1211, son fils Renaud (en) poursuit la lutte des Gallois contre Jean et épouse Gwladus Ddu, une fille de Llywelyn. Les Gallois s'emparent du château de Loughor en 1215 et Llywelyn accorde le Gower (et donc le château) à Renaud,. Lorsque Renaud conclut la paix avec Jean, en 1217, Llywelyn lui retire le Gower pour le confier à un fils de Rhys ap Gruffydd, Rhys Gryg. Ce dernier aurait fait détruire tous les châteaux de la région pour y asseoir son autorité.
Une autre fille de Llywelyn, Marguerite, épouse Jean de Briouze (en), le neveu de Renaud. En 1220, Llywelyn lui attribue le Gower et Jean semble s'être attelé à la réparation du château de Loughor,. Il passe ensuite à son fils Guillaume (en), puis au fils de celui-ci, un autre Guillaume. Le château subit une nouvelle attaque en 1251, ce qui donne lieu à une nouvelle phase de construction pour renforcer ses défenses,.
En 1302, Guillaume de Briouze accorde le domaine de Loughor à son sénéchal John Iweyn jusqu'à sa mort. En échange, Iweyn s'engage à lui offrir chaque année un paiement annuel qui consiste en un collier de lévrier anglais.

#### Retour définitif sous contrôle anglais auXIVesiècle
En 1316, John de Mowbray, gendre de Guillaume de Briouze, obtient de son beau-père la remise de terres dans le Bedfordshire. La même année, Briouze, dont le fils unique est déjà mort, accepte de transférer ses propriétés dans le Sussex à sa fille Aline et son gendre Mowbray. Celui-ci prend possession du Gower à la fin de l'année 1319 pour protéger ses droits. En octobre 1320, Édouard II confisque le Gower sous prétexte que Guillaume de Briouze l'a donné à son gendre sans l'autorisation royale et nomme son favori Hugues le Despenser gardien du domaine. Les autres seigneurs des marches galloises font part de leur mécontentement en justifiant leur opposition par le fait que l'excuse invoquée par le roi n'est pas applicable, puisque le droit anglais ne s'applique pas dans les marches. 
À la mort de John Iweyn, en 1322, le château de Loughor fait l'objet d'une querelle pour son contrôle ; les terres attenantes sont saisies par John de Mowbray, qui revendique l'héritage de Guillaume de Briouze. La situation du Gower reste toutefois incertaine, car Guillaume l'a promis à plusieurs bénéficiaires au cours des années précédentes dont, outre John de Mowbray, le comte de Hereford Humphrey de Bohun, 4e comte de Hereford, le favori du roi Hugues le Despenser et le baron Roger Mortimer. La querelle trouve une issue lorsque John de Mowbray est exécuté plus tard la même année pour s'être révolté contre Édouard : ce dernier accède à la requête de la plus proche parente de John Iweyn, une certaine Alice Roculf, de lui concéder Loughor. Après la déposition d'Édouard, en 1327, le domaine est finalement rendu au fils de John de Mowbray, également prénommé John (en).

### Après le Moyen Âge
Le château et la ville de Loughor perdent en importance stratégique à la fin du Moyen Âge, du fait de la soumission progressive des marches galloises à la couronne d'Angleterre : la principauté de Galles, devenue le fief personnel du roi d'Angleterre, n'est plus un territoire de marches aux guerres récurrentes. Au XIXe siècle, l'antiquaire Thomas Nicholas (en) et le Topographical Dictionary of Wales de Samuel Lewis décrivent le château comme étant en ruine depuis longtemps et couvert de lierre,. Le peintre William Butler (1824-1870) réalise dans les années 1850 une huile sur toile représentant la ville de Loughor. Les ruines du château y cohabitent avec les usines et la nouvelle voie de chemin de fer qui traverse le site de l'ancien fort romain.
Le coin sud-est de la tour s'effondre dans les années 1940. Comme il est intact, il est décidé de le laisser en place plutôt que de l'enlever en raison de sa valeur archéologique. Le château est donné au ministère des Travaux publics (en) en 1946 et sa gestion comme site touristique est assurée au début du XXIe siècle par l'organisme semi-public gallois Cadw. Deux campagnes de fouilles archéologiques prennent place sur le site, la première entre 1969 et 1971 et la seconde en 1973. Le château de Loughor est protégé au titre de scheduled monument.

## Architecture

### Circuit défensif initial
Le château tel qu'il est documenté pour le XIIe siècle reprend vraisemblablement l'emprise du fort annulaire en levée de terre et en bois du siècle de la conquête normande : il se compose d'un anneau ovale en terre d'environ 21 m de long sur 18 m de large et 12 m de haut, entouré d'un fossé large de 5 m et profond de 2 m. Son versant méridional est protégé par une pente raide et le sol marécageux près du fleuve. Les constructeurs réutilisent une partie des fortifications en terre du fort romain de Leucarum pour édifier leurs propres défenses. Les talus défensifs se composent d'une suite de lits de graviers extraits de la rivière et de sable grossier, recouverts d'une couche de sable plus fin et d'argile destinée à imperméabiliser le tout et à le protéger de l'érosion par ruissellement. Au sommet est édifiée une palissade en osier, et peut-être aussi une tour en bois ou en pierre juste au sud de la porterie,. La nature des bâtiments édifiés à l'intérieur des fortifications n'est pas connue avec certitude, à l'exception de cuisines situées du côté oriental.

### La cour et les bâtiments internes duXIIesiècle
L'intérieur de la forteresse est partiellement comblé avec des débris pendant l'attaque de 1151. La pente de la cour interne est progressivement terrassée et adoucie pendant les décennies qui suivent, afin de permettre la construction de bâtiments supplémentaires,. L'ajout de matériaux de comblement au centre de la forteresse est à l'origine de son apparence actuelle, qui rappelle celle d'une motte castrale,. Deux bâtiments en pierre sont construits au centre de la forteresse vers la fin du XIIe siècle, l'un d'eux mesurant 8 × 4,5 m. Les vestiges construits des édifices de la cour intérieure ne sont pas conservés en élévation.

### La courtine et la tour maîtresse en pierre duXIIIesiècle

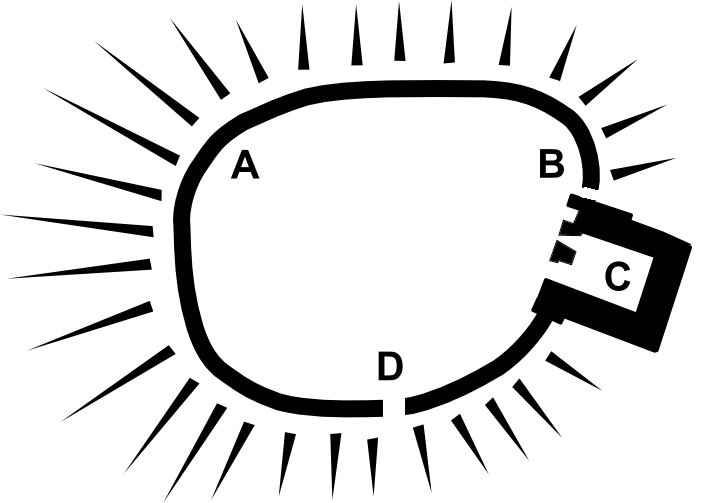
Plan du château à la fin du XIIIe siècle :
A : enceinte
B : porterie
C : tour
D : poterne

Les travaux effectués au début du XIIIe siècle sous Jean de Briouze (en) comprennent l'édification d'une courtine en pierre tout autour du château,. Une poterne se situe du côté septentrional de cette courtine. Après l'attaque de 1251, son fils Guillaume (en) fait améliorer les défenses du château à travers la construction d'une tour en pierre de section carrée. Elle est conçue comme un lieu de vie avec trois chambres, ainsi qu'une garde-robe et un foyer au premier étage,. Une porterie est percée dans la courtine juste au sud de cette tour et deux bâtiments en pierre supplémentaires sont édifiés à l'intérieur de l'enceinte.
Au XXe siècle, il ne subsiste de la courtine et de la tour maîtresse que des fragments, du fait de la ruine progressive des maçonneries et de la spoliation des pierres de bâti par les locaux au cours du temps. Certains vestiges de la courtine atteignent encore 1,5 m de haut. Les ruines de la tour constituent quant à elles un point de repère à Loughor.